# Mlátek a želízko
Důlní šlígle (⚒) jsou dva hlavní nástroje pro středověké horníky a zároveň nejčastěji zobrazované objekty v heraldice spojované s horníky či těžbou. Jedná se o mlátek a želízko. Tyto nástroje se používaly ve středověku nebo se mohou používat i v současnosti při primitivní těžbě. Želízko je primitivnější nástroj s ostrou částí, která je určena k vytesávání profilu. Mlátek je pak druh kladiva používaný k tlučení do želízka.

## Jako hornický symbol
Důlní šlígle je možno nalézt ve znacích řady měst.
Poměrně častým problémem[zdroj?] při užívání tohoto symbolu jako hornické symboliky, je neznalost či nepochopení logiky tohoto symbolu. V době před použitím výbušnin a mechanizace, byly základními nástroji používanými při hornické práci želízko (též šlígle, eisen …)[zdroj⁠?!] a mlátek (pemrlice, hammer …)[zdroj⁠?!]. Vzhledem k pravorukosti většiny lidí držela při práci většina horníků želízko v levé ruce a mlátkem (kladivem) v pravé ruce do něj tlouklo. Ukončil-li havíř práci a odložil nářadí, pak samozřejmě, při překřížení násad obou nástrojů, skončila pracovní část želízka na pravé straně a pracovní část mlátku nalevo.

Osek
Tarnowskie Góry
Świętochłowice
Tychy (starý erb)
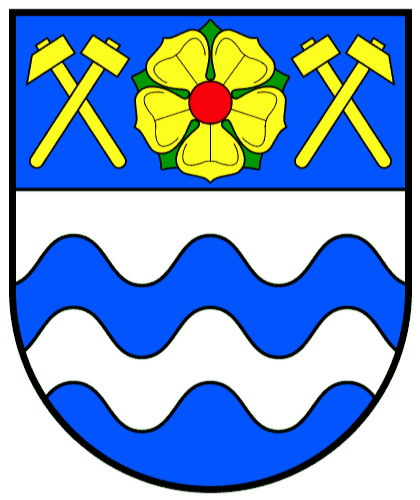
Havířov
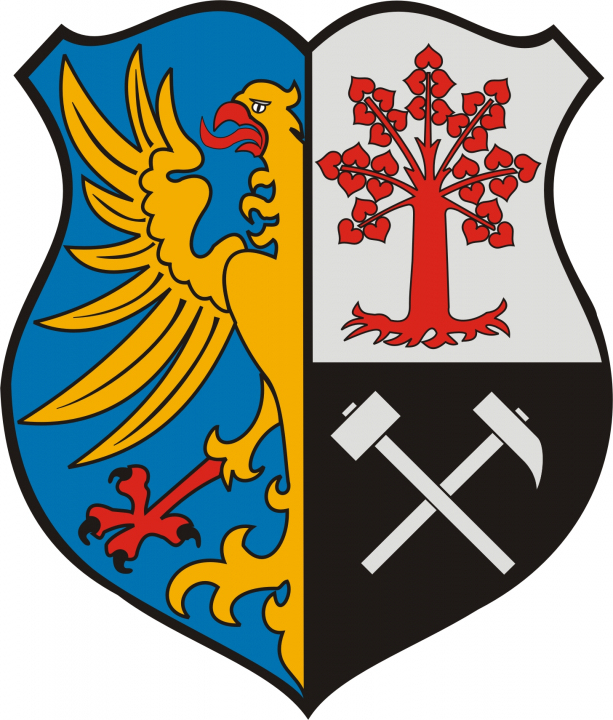
Orlová

Mlátek a želízko jsou častým heraldickým symbolem.

## V jízdních řádech
V jízdních řádech se mlátek a želízko používají jako symbol pro pracovní dny.